# Zazdrość (film 1922)
Zazdrość – polski film niemy z 1922 roku. Film nie zachował się do naszych czasów. Alternatywne tytuły: Tragedia pensjonarki i Tragedia zhańbionej.

## Obsada
- Zofia Jaroszewska (Małgorzata),
- Mariusz Maszyński (nauczyciel Feuerbach),
- Antoni Piekarski (ziemianin Ludwik Durer, ojciec Małgorzaty),
- Michał Waszyński (nauczyciel),
- Konstanty Meglicki (parobek),
- Jerzy Starczewski (malarz),
- Ignacy Miastecki,
- Stanisława Słubicka